# 영덕 분기점
영덕 분기점(Yeongdeok Junction, 영덕JC)은 경상북도 영덕군 강구면 상직리에 설치될 예정인 서산영덕고속도로와 동해고속도로가 만나는 분기점이자 동해고속도로 포항 ~ 영덕 구간의 종점이다. 2025년 12월에 개통될 예정이다.

## 연혁
- 2017년 1월 13일 : 분기점 신설을 위해 영덕군 도시계획시설 교통광장에 강구면 상직리 일원을 영덕 분기점으로 고시[1]

## 구조물 정보
- 위치: 경상북도 영덕군 강구면 상직리

## 접속하는 노선

### 서산・영덕방면
- 서산영덕고속도로 (33번)

### 포항방면
- 동해고속도로